# 포포 (불량식품)
포포는 대한민국의 국제식품에서 파는 포도맛, 소다맛 불량식품이다. 추억의 불량식품 중 하나로 여겨진다. 2000년대에 출시했으며, 정확한 출시일은 불명이다. 이름은 말그대로 "포도 포도"를 뜻하는데, 줄여서 "포포"라고 불리는 것이다. 주요 판매처는 문방구이며, 자주 보인다.

## 종류
포포의 종류는 다음과 같다.
- 포도맛
- 소다맛

## 안전성
최근 불량식품이라는 종류로 여겨저, 안전성이 대두되었다. 알 수 없고 이상한 성분이 소수로 들어갔고, 국제식품이라는 중소기업에 만들어지기 때문에 맛도 모양도 다를 수 밖에 없다. 이럴 때는 제조 성분을 봐야 하며, 만약 이를 안 본다면 이상한 병에 걸릴 수도 있다. 때문에 아폴로 등 불량식품은 결국 매출이 하락되었다.